# Ivan Zaytsev
Ivan Zaytsev (Espoleto, 2 de outubro de 1988) é um jogador de voleibol indoor italiano de origem russa, que compete pelo Cucine Lube Civitanova e pela seleção italiana.

## Carreira
Começou a carreira como levantador, porém mais tarde mudou para a posição de oposto. Estreou na seleção italiana em 2008 e jogou no Campeonato Mundial de 2010.

## Vida pessoal
Filho do ex-jogador de vôlei e campeão olímpico Vyacheslav Zaytsev, ele nasceu em Espoleto, onde seu pai estava jogando no momento. Sua mãe, Irina Pozdnyakova, foi nadadora. Sua irmã, Anna (nascida em 1975), casou-se com um italiano em 1993 e também possui a cidadania italiana. É pai de três crianças: Alessandro "Sasha", Sienna e Nausicaa.